# Легислатура Миннесоты
Легислату́ра Миннесо́ты — законодательный орган в американском штате Миннесота, состоящий из двух палат: Сената и Палаты представителей. Заседания проходят в Капитолии штата Миннесота.

## Отделы и комитеты
Сенат Миннесоты и Палата представителей штата имеют совместные отделы и комитеты.

### Отделы
- Библиотека
- Управление законодательного аудита
- Контроль соблюдения устава

### Комиссии
- Консультативная комиссия Легислатуры
- Комиссия по контролю законодательства
- Гражданская комиссия общества по ресурсам Миннесоты
- Координационная комиссия Легислатуры
  - Компенсационный совет
  - Геопространственная информация
  - Совет Легислатуры по зарплате
  - Управление по экономическому положению женщин
  - Консультативный совет кандидата в президенты
  - Подкомитет по взаимоотношениям с работниками
- Комиссия Легислатуры по данным
- Комиссия Легислатуры по столичному управлению
- Комиссия Легислатуры по спортивным сооружениям Миннесоты
- Комиссия Легислатуры по пенсиям
- Комиссия Легислатуры по планированию и фискальной политике
- Комиссия Легислатуры по суррогатному материнству
- Комиссия Легислатуры по энергетике
- Комиссия Легислатуры по здравоохранению
- Комиссия Легислатуры по постоянному школьному фонду
- Комиссия Легислатуры по водным ресурсам
- Открытый совет по наследию
- Комиссия по сохранению Капитолия штата Миннесота[1]

### Комитеты
- Объединённый подкомитет Сената и Палаты представителей по претензиям
- Комитет по законодательному надзору[1]

### Рабочие группы
- Рабочая группа по совокупным ресурсам
- Исследовательская комиссия Легислатуры по лицензированию преподавателей
- Целевая группа Легислатуры о доступе к недорогому уходу за детьми
- Рабочая группа Легислатуры по защите детей
- Рабочая группа по медицинским исследованиям в области конопли

### Другие отделы
- Комиссия Великих озер[1]

## Трансляция
Заседания сената и палаты представителей транслируются по телеканалу MN channel, а также в режиме онлайн через сайт легислатуры.